# サラダ・ボウル
『サラダ・ボウル』（Salad Bowl）は、テレビ神奈川（TVK）にて1985年10月5日から1986年3月29日に放送された、日本初のBGV（環境ビデオ）番組である。
放送は毎週土曜日朝8時00分から8時29分。音声多重放送（ステレオ放送）番組。本編中には一切コマーシャルの入らない「サスプロ（=自主制作）扱い」の放送番組だった。

## 主な放送内容
- MINT WIND：南国の島々と青々とした海、海岸などを空撮（航空撮影）した映像を清涼感ある音楽と共に送る。
- PALAU：パラオ群島の風景と島々の模様を撮影したビデオ映像に、エキゾチックな音楽を乗せている。
- PALAU2：PALAUの続編。
- Late in Autumn：車に乗って高速道路を走り、トンネルを抜けるとそこは信州の山々。秋の風景や農村風景と共に牧歌的な音楽を乗せて送る。
- Dune－砂丘：鳥取砂丘に設置した定点カメラの風景（早朝から朝、昼間、夕景など）と共に、叙情感ある音楽を乗せて送る。
- THE GYUSHA：由布島の海岸線の風景や、牛車がゆっくり走る様子を、南国風の音楽と共に送る。なお「牛車」は本来はギッシャと読む。

※その他、ハワイ群島の島々の様子を空撮したものや、日本国内の風景を撮影したものも放送された。
※放送用マザーはステレオ音声MAを施した1吋CタイプVTR、取材時（ENG）素材はベータカムを使用。

## 放送局
- TVK（テレビ神奈川）単独放送。毎週（土）曜日8:00:00～8:29:00。上記、本編前と本編後のメインタイトルフリップ（番組フリップ）が出ている間はモノラル放送、本編のみステレオ放送。

※頭5秒のメインタイトルフリップ「Salad Bowl」の後に本編開始。本編開始と同時に音声多重放送のパイロット信号が入りステレオ放送となる。本編開始後、約30秒内のスーパーチャンス時にTVK独自デザインの「 >>>STEREO<<< 」テロップが5秒間、自動スーパーされていた。本編終了後、CMに入るタイミングでモノラルに切り替わり、ENDフリップも含めモノラル放送。

## スタッフ
- ロケーションコーディネーター：小野直己
- 協力：日商岩井、阪急交通社、コンチネンタルミクロネシア航空、パンパシフィックホテルズ、パラオパシフィックリゾート、西日本航空
- コーディネーション：西海岸アドバタイジング、宮下エンタープライズ
- 音楽：赤坂隆、辻邦博、森島達雄、片岡郁雄、堀内太郎、山宮興、青木隆次、谷口雅洋
- 音楽プロデュース：米田秀幸、川島章
- 録音：サウンドスカイスタジオ（エンジニア：望月誠二）、ムーンライトスタジオ（エンジニア：福田真司）
- テクニカルディレクター：本郷義雄、佐藤直哉
- 技術：日本電子工学院（カメラ：鳴海明、一色博幸、境俊雄／ビデオエンジニア：戸張弘、赤坂昇）
- VTR編集：ビデオフォーカス（オペレーター：西川玄、白水孝幸／MA：奥野一之）、クロースタジオ
- MA：ビデオフォーカス、クロースタジオ（※テロップ表記なし）
- アシスタントディレクター：阿部哲也
- ディレクター：いぐろしげお（テレビ神奈川）、阿部哲也
- プロデューサー：深城真治、大谷寛、笹原彰夫（テレビ神奈川）
- 制作協力：PLAY BILL
- 制作著作：TVK（テレビ神奈川）

※企画担当者の名前は元々テロップされていないが、番組の企画制作はTVK（笹原彰夫、いぐろしげお）である。
※制作著作のテロップは放送マザーのVTRにはスーパーインポーズされておらず、放送時にリアルタイムでTVKのマスター（主調整室）からスーパーチャンス時にスーパーされた。（※であるので、後のMXテレビで映像と音声が転用された際は「制作著作」のスーパーが表示されなかった）
※この番組で本編中に流れる音楽は、全て、該当アーティストによるオリジナル製作の楽曲である。

## 制作フローチャート
- オリジナル楽曲の制作（発注、楽曲演奏、スタジオでのマルチチャンネル収録・録音、ステレオMIXダウン、6ミリステレオ素材の作製）
- ロケーション撮影（ロケーションコーディネートに基づく現地下見、現地ロケ、VTR撮影(ENG)、VTR収録、収録VTRの確認など）
- 現地撮影素材のVTR編集（日本国内のVTR編集スタジオでベータカムフォーマットでの粗編集）
- 1吋VTRによる本編集とフォーマット編集（放送枠に基づくフォーマット組みとスーパー、テロップ類の挿入作業など）
- MA作業（MIXダウン後のステレオ音楽素材と編集済1吋VTRとの同期編集、音響効果などの付加作業）
- VTRパック化作業（放送フォーマットに基づく1吋VTRのパック化作業）
- 局内試写（TVK局内での関係者試写、プレビュー）
- 放送フォーマット作成（スライド、フリップ送出タイミングの設定、放送キューシート作成、スーパーチャンスデータ作成、APC運行データ作成など）
- 本放送（ステレオ音声多重放送実施）

※当時の諸資料に基づく「制作フローチャート」は以上の通り。概ね以上の順番で番組は制作された。
※1986年当時のステレオ音楽素材は全てMIXダウン後の「6ミリオープンリール」が使用された。
※本放送は最終的に局内で作成された「APC運行データ」(自動番組運行装置データ)に基づいて自動運行送出で行われた。

## 付随情報
- 番組開始当初は、本編VTRに組み込まれたテロップと共に、シャーリー富岡の英語ナレーション「This is The Salad Bowl」に続いて、本編が開始される形式だった。
- 当時、本番組がその日の最初の番組であった。
- 1985年、1986年当時の新聞テレビ番組欄には「◇(S)音楽」「◇(S)サラダ」「◇(S)サラダボウル」「(S)SALADボウル」などの表記で記載されており、その記載もバラバラだった。テレパルでは「(S)SALAD BOWL」と表記された（ただし全て全角）。

※(S)はステレオ番組のラ・テ欄に於ける表記。
- この番組は『日本初のBGV番組』として誕生した。1986年年頭の朝日新聞のテレビについての連載第１回では当番組が取り上げられ、結果的に全国に紹介される形となった。
- 後に東京MXテレビ「文字ニュース」「ヘッドライン文字ニュース」の背景映像として、音声ごと転用された。詳しくはヒーリングタイム&ヘッドラインニュースを参照。
- この番組は1985年の放送以来2012年現時点まで本放送時の形では一切再放送されず、ソフト化も一切行われていない。
- この番組の姉妹番組に『Brain Package』（ブレイン・パッケージ）というBGV番組も1986年4月12日（土）から1986年7月26日までの間、TVKの24時～24時30分枠で放送されていた。（同番組はテレビ欄に◇(S)ブレイン・パッケージ、◇(S)ビデオなどの表記でラ・テ欄に掲載されていた）
- この番組の後番組はキリスト教広報番組の「ハーベストタイム」（1986年4月5日～）である。